# Вантаа
Ва́нтаа (фин. Vantaa, швед. Vanda) — город и муниципалитет в Финляндии в провинции Уусимаа недалеко от побережья Финского залива. Вантаа с 250 тысячами жителей (2024) является четвёртым по величине городом Финляндии.
Расположен на реке Вантаанйоки в 17 км от Хельсинки.
Этот город-спутник Хельсинки, столицы Финляндии, расположен к северу и северо-востоку от неё.
Среди других соседних муниципалитетов — Эспоо на западе, Нурмиярви, Керава и Туусула на севере, Сипоо на востоке. Хельсинки, Эспоо, Вантаа и Кауниайнен образуют Большой Хельсинки. Главные районы города: Тиккурила, Мюурмяки, Мартинлааксо, Хакунила, Койвукюля и Корсо.
Административный центр города находится в Тиккуриле (швед. Dickursby).

## Достопримечательности
Там находится крупнейший аэропорт Финляндии — аэропорт Хельсинки-Вантаа, а также научно-развлекательный центр «Эврика».
Рядом с железнодорожным вокзалом в Тиккуриле расположен городской музей. Музей занимает старейшее здание железнодорожной станции в Финляндии, построенное в 1861 г. по проекту архитектора Карла Альберта Эдельфельта. Экспозиция музея посвящена краеведческой тематике.
Площадь г. Вантаа составляет 242,66 км², из которых 1,90 км² занимает вода. Плотность населения — 790,10 чел./км².
Наименование Вантаа вошло в употребление в 1972 году с получением муниципалитетом статуса города.

## История
Впервые этот район упоминается как Хельсинге в 1351 году, когда шведский король Магнус II даровал право ловли лосося на реке Вантаа эстонскому цистерцианскому монастырю Падизе.
11 октября 2002 г. город потряс взрыв в торговом центре «Мюрманни», жертвами которого стали 7 человек, включая человека, приведшего в действие взрывное устройство, 19-летнего студента технологического института Эспоо-Вантаа.

## Известные люди
Вантаа известен как родина известного финского автогонщика, победителя чемпионата Формулы-1 Мики Хяккинена. Там также жил автогонщик Юрки Ярвилехто, оба будущих пилота «Формулы-1» проживали в районе Мартинлааксо и учились в одной школе.
Здесь родился философ-логик Яакко Хинтикка. Также здесь родился хоккеист Микко Коскинен. Здесь также родился Сампса Астала, экс-барабанщик Lordi, нынешний вокалист группы Stala & SO. Также там родился финский баскетболист Лаури Маркканен играющий сейчас в Чикаго Буллз (NBA)

## Спорт
В городе расположен стадион Мюурмяки, на котором проводит свои матчи женский футбольный клуб ПК-35, выступающий в женском чемпионате Финляндии. Так же на стадионе в 2018 году проходил чемпионат Европы по Американскому футболу.
В 2006 году был построен стадион Энергия — мультифункциональный крытый спортивный комплекс. С 2007 года арена является домашней площадкой для мужской и женской сборных Финляндии по баскетболу.
В городе расположена ледовая арена Тиккурила, которая является домашней для хоккейного клуба Вантаа, выступающего во второй по силе лиге Финляндии. Также на арене проходила часть матчей чемпионата мира по хоккею среди женщин 1999.

## Бизнес
В городе Вантаа расположено много бизнес-парков, поэтому не случайно штаб-квартиры многих крупных финских компаний находятся именно здесь:
- Finnair
- Визит центр фабрики ФазерШтаб-квартира Fazer
- Rosendahl Nextrom
- Okmetic plc Архивная копия от 1 февраля 2013 на Wayback Machine
- Onninen
- Ramirent plc Архивная копия от 7 марта 2013 на Wayback Machine
- Suunto
- Uponor
- Завод компании Valio

## Климат
| Показатель                    | Янв.  | Фев.  | Март  | Апр.  | Май  | Июнь | Июль | Авг. | Сен. | Окт.  | Нояб. | Дек. | Год   |
| ----------------------------- | ----- | ----- | ----- | ----- | ---- | ---- | ---- | ---- | ---- | ----- | ----- | ---- | ----- |
| Абсолютный максимум, °C       | 8,2   | 10,0  | 17,5  | 23,6  | 28,8 | 29,7 | 33,7 | 31,5 | 25,3 | 18,2  | 10,5  | 9,6  | 33,7  |
| Средний суточный максимум, °C | −2,4  | −2,7  | 1,5   | 8,7   | 15,8 | 19,6 | 22,5 | 20,5 | 14,8 | 8,6   | 2,6   | −0,7 | 9,1   |
| Средняя температура, °C       | −5    | −5,7  | −1,9  | 4,1   | 10,4 | 14,6 | 17,7 | 15,8 | 10,7 | 5,6   | 0,4   | −3,2 | 5,3   |
| Средний суточный минимум, °C  | −8,1  | −8,9  | −5,4  | −0,2  | 4,8  | 9,5  | 12,6 | 11,3 | 6,9  | 2,7   | −2,1  | −6   | 1,4   |
| Абсолютный минимум, °C        | −35,9 | −30,2 | −27,2 | −12,1 | −5,4 | −0,5 | 4,0  | 2,0  | −7,3 | −14,5 | −19,9 | −29  | −35,9 |
| Норма осадков, мм             | 54    | 37    | 37    | 32    | 39   | 61   | 66   | 79   | 64   | 82    | 73    | 58   | 682   |
| Источник:                     |       |       |       |       |      |      |      |      |      |       |       |      |       |

## Города-побратимы
- Кинешма (Россия)[7]
- Мате-Йехуда (c 1967 года)[8]
- Млада-Болеслав
- Шальготарьян
- Раштатт